# Zdeněk Šmejkal
Zdeněk Šmejkal (Český Brod, 21 giugno 1988) è un calciatore ceco, centrocampista del Český Brod.